# ルイジ・フェルディナンド・タリアヴィーニ

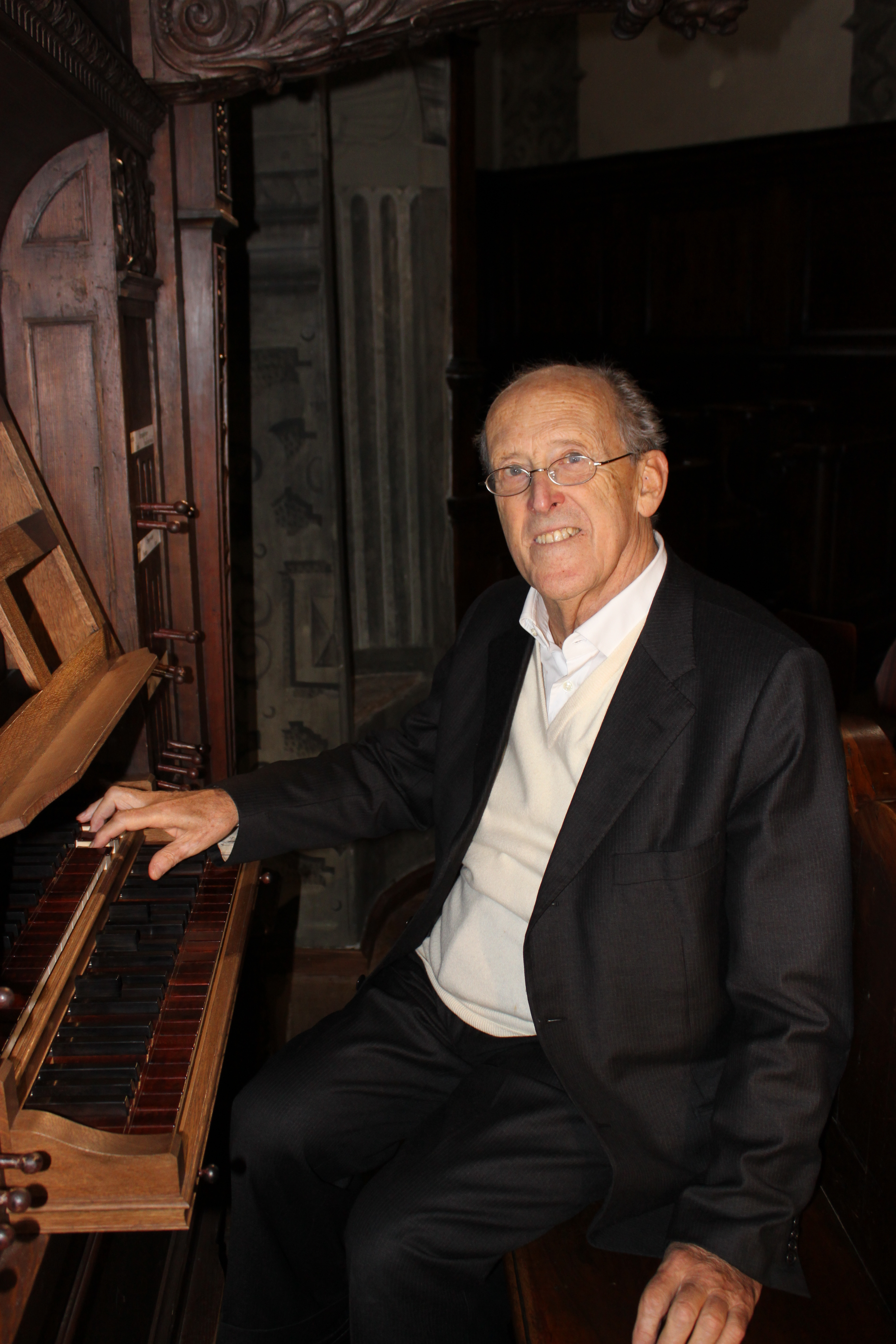
ルイジ・フェルディナンド・タリアヴィーニ（2012年）

ルイジ・フェルディナンド・タリアヴィーニ（Luigi Ferdinando Tagliavini、1929年10月7日 - 2017年7月11日）は、イタリア出身の鍵盤楽器奏者、音楽学者。
ボローニャ出身。地元の音楽院でピアノ、オルガンと作曲を学び、パリ音楽院でもマルセル・デュプレにオルガンを教わった。1951年にパドヴァ大学に於いてヨハン・ゼバスティアン・バッハのカンタータの研究で音楽学の博士号を取得。1952年から地元の音楽院でオルガンの講師を務め、1954年からボルツァーノ音楽院に転任。1964年にはパルマ音楽院の教授となり、1965年からはフライブルク音楽大学でも音楽学の講義を受け持った。
2017年、ボローニャにて死去。